# Bahnstrecke Děčín–Chomutov
| Kursbuchstrecke (SŽ): | 132, 133, 134                                                               |                                                     |                                                    |
| Streckenlänge: | 82,270 km                                                                   |                                                     |                                                    |
| Spurweite: | 1435 mm (Normalspur)                                                        |                                                     |                                                    |
| Streckenklasse: | Děčín hl.n. západ–Krupka město: B2 Oldřichov u Duchcova–Litvínov: D4 (2025) |                                                     |                                                    |
| Stromsystem: | Oldřichov u Duchcova–Litvínov: 3 kV =                                       |                                                     |                                                    |
| Maximale Neigung: | 29,3 ‰                                                                      |                                                     |                                                    |
| Streckengeschwindigkeit: | 80 km/h                                                                     |                                                     |                                                    |
| |                                                                             |                                                     |                                                    |
| \| \| \| von Praha Masarykovo n. (vorm. StEG) \| \| \| \| 0,000 \| Děčín hlavní nádraží jižní zhlaví \| Děčín hlavní nádraží jižní zhlaví \| \| \| \| nach Děčín hlavní nádraží (vorm. StEG) \| \| \| \| \| vlečka (früher Schleppbahn Hafen Rosawitz) \| \| \| \| 0,891 \| Děčín hlavní nádraží západ früher Bodenbach DBE \| Děčín hlavní nádraží západ früher Bodenbach DBE \| \| \| \| Verbindungsbahn nach Děčín hlavní nádraží \| \| \| \| 1,496 \| Děčín zastávka \| 140 m \| \| \| 3,418 \| Děčín-Oldřichov \| 175 m \| \| \| 4,682 \| Děčín-Bynov früher Bynauburg \| 195 m \| \| \| 7,186 \| Martiněves u Děčína \| 245 m \| \| \| 9,128 \| Jílové u Děčína früher Eulau \| 280 m \| \| \| 10,892 \| Modrá u Děčína \| 310 m \| \| \| 11,752 \| Kamenec \| 325 m \| \| \| 13,512 \| Libouchec früher Tyssa-Königswald \| 355 m \| \| \| 16,124 \| Malé Chvojno früher Kleinkahn (ehem. Bf) \| 395 m \| \| \| \| Dálnice 8 \| \| \| \| 21,917 \| Telnice früher Tellnitz \| 360 m \| \| \| 25,746 \| Chlumec u Chabařovic früher Kulm \| 330 m \| \| \| 26,270 \| Unčín früher Hohenstein \| 310 m \| \| \| 30,034 \| Bohosudov zastávka früher Mariaschein-Calvarienberg \| 295 m \| \| \| 31,060 \| Krupka město \| 280 m \| \| \| 31,887 \| Krupka früher Rosenthal \| 285 m \| \| \| 35.367 \| Novosedlice früher Turn-Weißkirchlitz \| 265 m \| \| \| 37,689 \| Teplice lesní brána früher Teplitz Waldthor \| 265 m \| \| \| 37,900 \| (Neutrassierung 1961) \| (Neutrassierung 1961) \| \| \| 40,670 \| Košťany früher Kosten \| Košťany früher Kosten \| \| \| \| von Ústí nad Labem hl. n. (vorm. ATE) \| \| \| \| 40,29742,190 \| Oldřichov u Duchcova \| 250 m \| \| \| \| (Neutrassierung 1908) \| \| \| \| 42,289 \| Janegg \| Janegg \| \| \| 42,939 \| Jeníkov-Oldřichov \| Jeníkov-Oldřichov \| \| \| \| nach Chomutov (vorm. ATE) \| \| \| \| \| (Verbindungsbahn seit 1926) \| \| \| \| 43,375 \| Jeníkov früher Janegg \| Jeníkov früher Janegg \| \| \| \| \| \| \| \| 43,920 \| odb. Barbora \| odb. Barbora \| \| \| \| vlečka důl 1. máj \| \| \| \| \| \| \| \| \| 45,809 \| Háj u Duchcova früher Haan \| 245 m \| \| \| \| nach odb. Rozcestí (vorm. DBE) \| \| \| \| \| von Duchcov-Liptice (vorm. DBE) \| \| \| \| 47,021 \| Osek früher Ossegg \| 245 m \| \| \| \| Hrdlovka \| \| \| \| 51,396 \| Lom u Mostu früher Bruch \| 290 m \| \| \| \| von Moldava v Kr. h. (vorm. PDE) \| \| \| \| 53,758 \| Louka u Litvínova früher Wiesa-Oberleutensdorf \| 305 m \| \| \| \| nach Praha-Smíchov (vorm. PDE) \| \| \| \| 55,306 \| Litvínov früher Oberleutensdorf \| 305 m \| \| \| 58,459 \| Janov früher Johnsdorf \| Janov früher Johnsdorf \| \| \| 60,925 \| Horní Jiřetín früher Ober Georgenthal \| Horní Jiřetín früher Ober Georgenthal \| \| \| 64,062 \| Albrechtice u Chomutova \| Albrechtice u Chomutova \| \| \| \| vlečka důl Eliška \| \| \| \| 65,807 \| Dřinov früher Eisenberg \| Dřinov früher Eisenberg \| \| \| 66,692 \| Dřinov zastávka \| Dřinov zastávka \| \| \| 67,768 \| Kundratice u Chomutova \| Kundratice u Chomutova \| \| \| 69,160 \| Nové Sedlo nad Bílinou früher Neundorf-Cunnersdorf \| Nové Sedlo nad Bílinou früher Neundorf-Cunnersdorf \| \| \| 70,760 \| Kyjice \| Kyjice \| \| \| 74,243 \| Jirkov früher Görkau \| 215 m \| \| \| \| nach Odb. Dolní Rybník (seit 1984) \| \| \| \| \| Chomutov–Ústí nad Labem \| \| \| \| 78,767 \| Chomutov město früher Komotau Stadt \| Chomutov město früher Komotau Stadt \| \| \| \| Verbindungsbahn von Chomutov město (seit 1984) \| \| \| \| 82,270 \| Chomutov seřaďovací nádraží früher Komotau DBE \| 355 m \| \| \| \| von Ústí nad Labem hl. n. (vorm. ATE) \| \| \| \| \| nach Praha-Bubny (vorm. BEB) \| \| \| \| \| nach Cheb (vorm. BEB) \| \| \| \| \| \| \| \| Quellen: [1][2][3] \| \| \| \| |                                                                             |                                                     |                                                    |
| Strecke |                                                                             | von Praha Masarykovo n. (vorm. StEG)                | von Praha Masarykovo n. (vorm. StEG)               |
| Blockstelle | 0,000                                                                       | Děčín hlavní nádraží jižní zhlaví                   | Děčín hlavní nádraží jižní zhlaví                  |
| Abzweig geradeaus und nach rechts |                                                                             | nach Děčín hlavní nádraží (vorm. StEG)              | nach Děčín hlavní nádraží (vorm. StEG)             |
| Abzweig geradeaus und von links |                                                                             | vlečka (früher Schleppbahn Hafen Rosawitz)          | vlečka (früher Schleppbahn Hafen Rosawitz)         |
| Dienststation / Betriebs- oder Güterbahnhof | 0,891                                                                       | Děčín hlavní nádraží západ früher Bodenbach DBE     | Děčín hlavní nádraží západ früher Bodenbach DBE    |
| Abzweig geradeaus, nach rechts und ehemals von rechts |                                                                             | Verbindungsbahn nach Děčín hlavní nádraží           | Verbindungsbahn nach Děčín hlavní nádraží          |
| Haltepunkt / Haltestelle | 1,496                                                                       | Děčín zastávka                                      | 140 m                                              |
| Haltepunkt / Haltestelle | 3,418                                                                       | Děčín-Oldřichov                                     | 175 m                                              |
| Haltepunkt / Haltestelle | 4,682                                                                       | Děčín-Bynov früher Bynauburg                        | 195 m                                              |
| Haltepunkt / Haltestelle | 7,186                                                                       | Martiněves u Děčína                                 | 245 m                                              |
| Bahnhof | 9,128                                                                       | Jílové u Děčína früher Eulau                        | 280 m                                              |
| Haltepunkt / Haltestelle | 10,892                                                                      | Modrá u Děčína                                      | 310 m                                              |
| Haltepunkt / Haltestelle | 11,752                                                                      | Kamenec                                             | 325 m                                              |
| Bahnhof | 13,512                                                                      | Libouchec früher Tyssa-Königswald                   | 355 m                                              |
| Haltepunkt / Haltestelle | 16,124                                                                      | Malé Chvojno früher Kleinkahn (ehem. Bf)            | 395 m                                              |
| Brücke |                                                                             | Dálnice 8                                           | Dálnice 8                                          |
| Bahnhof | 21,917                                                                      | Telnice früher Tellnitz                             | 360 m                                              |
| Bahnhof | 25,746                                                                      | Chlumec u Chabařovic früher Kulm                    | 330 m                                              |
| Haltepunkt / Haltestelle | 26,270                                                                      | Unčín früher Hohenstein                             | 310 m                                              |
| Haltepunkt / Haltestelle | 30,034                                                                      | Bohosudov zastávka früher Mariaschein-Calvarienberg | 295 m                                              |
| Haltepunkt / Haltestelle | 31,060                                                                      | Krupka město                                        | 280 m                                              |
| ehemaliger Bahnhof | 31,887                                                                      | Krupka früher Rosenthal                             | 285 m                                              |
| ehemaliger Haltepunkt / Haltestelle | 35.367                                                                      | Novosedlice früher Turn-Weißkirchlitz               | 265 m                                              |
| ehemaliger Bahnhof | 37,689                                                                      | Teplice lesní brána früher Teplitz Waldthor         | 265 m                                              |
| Abzweig ehemals geradeaus und nach links · Strecke quer · Strecke von rechts | 37,900                                                                      | (Neutrassierung 1961)                               | (Neutrassierung 1961)                              |
| Bahnhof (Strecke außer Betrieb) · Strecke | 40,670                                                                      | Košťany früher Kosten                               | Košťany früher Kosten                              |
| Strecke (außer Betrieb) · Abzweig geradeaus und von links |                                                                             | von Ústí nad Labem hl. n. (vorm. ATE)               | von Ústí nad Labem hl. n. (vorm. ATE)              |
| Strecke (außer Betrieb) · Dienststation / Betriebs- oder Güterbahnhof | 40,29742,190                                                                | Oldřichov u Duchcova                                | 250 m                                              |
| Abzweig geradeaus und nach links (Strecke außer Betrieb) · Strecke von rechts (außer Betrieb) · Strecke |                                                                             | (Neutrassierung 1908)                               | (Neutrassierung 1908)                              |
| Haltepunkt / Haltestelle (Strecke außer Betrieb) · Strecke (außer Betrieb) · Strecke | 42,289                                                                      | Janegg                                              | Janegg                                             |
| Strecke (außer Betrieb) · Strecke (außer Betrieb) · Haltepunkt / Haltestelle | 42,939                                                                      | Jeníkov-Oldřichov                                   | Jeníkov-Oldřichov                                  |
| Strecke (außer Betrieb) · Strecke (außer Betrieb) · Abzweig geradeaus und nach links |                                                                             | nach Chomutov (vorm. ATE)                           | nach Chomutov (vorm. ATE)                          |
| Strecke (außer Betrieb) · Strecke (außer Betrieb) · Strecke |                                                                             | (Verbindungsbahn seit 1926)                         | (Verbindungsbahn seit 1926)                        |
| Strecke (außer Betrieb) · Haltepunkt / Haltestelle (Strecke außer Betrieb) · Strecke | 43,375                                                                      | Jeníkov früher Janegg                               | Jeníkov früher Janegg                              |
| Strecke (außer Betrieb) · Abzweig ehemals geradeaus und von links · Strecke nach rechts |                                                                             |                                                     |                                                    |
| Strecke (außer Betrieb) · ehemalige Blockstelle | 43,920                                                                      | odb. Barbora                                        | odb. Barbora                                       |
| Abzweig ehemals geradeaus und von rechts · Strecke |                                                                             | vlečka důl 1. máj                                   | vlečka důl 1. máj                                  |
| Abzweig geradeaus und von links · Strecke nach rechts |                                                                             |                                                     |                                                    |
| Haltepunkt / Haltestelle | 45,809                                                                      | Háj u Duchcova früher Haan                          | 245 m                                              |
| Abzweig geradeaus und ehemals nach links |                                                                             | nach odb. Rozcestí (vorm. DBE)                      | nach odb. Rozcestí (vorm. DBE)                     |
| Abzweig geradeaus und ehemals von links |                                                                             | von Duchcov-Liptice (vorm. DBE)                     | von Duchcov-Liptice (vorm. DBE)                    |
| Bahnhof | 47,021                                                                      | Osek früher Ossegg                                  | 245 m                                              |
| ehemaliger Haltepunkt / Haltestelle |                                                                             | Hrdlovka                                            | Hrdlovka                                           |
| Haltepunkt / Haltestelle | 51,396                                                                      | Lom u Mostu früher Bruch                            | 290 m                                              |
| Abzweig geradeaus und von rechts |                                                                             | von Moldava v Kr. h. (vorm. PDE)                    | von Moldava v Kr. h. (vorm. PDE)                   |
| Bahnhof | 53,758                                                                      | Louka u Litvínova früher Wiesa-Oberleutensdorf      | 305 m                                              |
| Abzweig geradeaus und nach links |                                                                             | nach Praha-Smíchov (vorm. PDE)                      | nach Praha-Smíchov (vorm. PDE)                     |
| Kopfbahnhof Strecke ab hier außer Betrieb | 55,306                                                                      | Litvínov früher Oberleutensdorf                     | 305 m                                              |
| Haltepunkt / Haltestelle (Strecke außer Betrieb) | 58,459                                                                      | Janov früher Johnsdorf                              | Janov früher Johnsdorf                             |
| Bahnhof (Strecke außer Betrieb) | 60,925                                                                      | Horní Jiřetín früher Ober Georgenthal               | Horní Jiřetín früher Ober Georgenthal              |
| Haltepunkt / Haltestelle (Strecke außer Betrieb) | 64,062                                                                      | Albrechtice u Chomutova                             | Albrechtice u Chomutova                            |
| Abzweig geradeaus und von links (Strecke außer Betrieb) |                                                                             | vlečka důl Eliška                                   | vlečka důl Eliška                                  |
| Bahnhof (Strecke außer Betrieb) | 65,807                                                                      | Dřinov früher Eisenberg                             | Dřinov früher Eisenberg                            |
| Haltepunkt / Haltestelle (Strecke außer Betrieb) | 66,692                                                                      | Dřinov zastávka                                     | Dřinov zastávka                                    |
| Haltepunkt / Haltestelle (Strecke außer Betrieb) | 67,768                                                                      | Kundratice u Chomutova                              | Kundratice u Chomutova                             |
| Haltepunkt / Haltestelle (Strecke außer Betrieb) | 69,160                                                                      | Nové Sedlo nad Bílinou früher Neundorf-Cunnersdorf  | Nové Sedlo nad Bílinou früher Neundorf-Cunnersdorf |
| Haltepunkt / Haltestelle (Strecke außer Betrieb) | 70,760                                                                      | Kyjice                                              | Kyjice                                             |
| Kopfbahnhof Strecke bis hier außer Betrieb | 74,243                                                                      | Jirkov früher Görkau                                | 215 m                                              |
| Abzweig ehemals geradeaus und nach links |                                                                             | nach Odb. Dolní Rybník (seit 1984)                  | nach Odb. Dolní Rybník (seit 1984)                 |
| Kreuzung geradeaus oben (Strecke geradeaus außer Betrieb) |                                                                             | Chomutov–Ústí nad Labem                             | Chomutov–Ústí nad Labem                            |
| Haltepunkt / Haltestelle (Strecke außer Betrieb) | 78,767                                                                      | Chomutov město früher Komotau Stadt                 | Chomutov město früher Komotau Stadt                |
| Abzweig ehemals geradeaus und von rechts |                                                                             | Verbindungsbahn von Chomutov město (seit 1984)      | Verbindungsbahn von Chomutov město (seit 1984)     |
| Dienststation / Betriebs- oder Güterbahnhof | 82,270                                                                      | Chomutov seřaďovací nádraží früher Komotau DBE      | 355 m                                              |
| Abzweig geradeaus und von rechts |                                                                             | von Ústí nad Labem hl. n. (vorm. ATE)               | von Ústí nad Labem hl. n. (vorm. ATE)              |
| Abzweig geradeaus und nach links |                                                                             | nach Praha-Bubny (vorm. BEB)                        | nach Praha-Bubny (vorm. BEB)                       |
| Strecke |                                                                             | nach Cheb (vorm. BEB)                               | nach Cheb (vorm. BEB)                              |
| |                                                                             |                                                     |                                                    |
| Quellen: |                                                                             |                                                     |                                                    |

Die Bahnstrecke Děčín–Chomutov ist eine regionale Eisenbahnverbindung in Tschechien, die ursprünglich von der k.k. priv. Dux-Bodenbacher Eisenbahn (DBE) erbaut und betrieben wurde. Die heute nur noch teilweise in Betrieb befindliche Strecke zweigt in Děčín (Bodenbach) von der Bahnstrecke Praha–Děčín ab und verläuft parallel zum Erzgebirge über Teplice (Teplitz), Litvínov (Oberleutensdorf) und Jirkov (Görkau) nach Chomutov (Komotau).
Der Abschnitt Litvínov–Jirkov wurde im Jahr 1971 infolge der seinerzeit geplanten Ausweitung des Braunkohletagebaues Důl ČSA stillgelegt. Mitsamt der dort gelegenen Ortschaften wurde der Abschnitt zwischen Horní Jiřetín (Ober Georgenthal) und Kyjice in den 1980er Jahren vom Bergbau in Anspruch genommen und vollständig  abgebaggert.
Nach einem Erlass der tschechischen Regierung ist die Strecke Děčín–Litvínov seit dem 20. Dezember 1995 als regionale Bahn („regionální dráha“) klassifiziert.

## Geschichte
Am 9. Juli 1869 war der k.k. priv. Dux-Bodenbacher Eisenbahn der Bau einer Bahnstrecke von Bodenbach nach Dux mit einer Zweigbahn nach Komotau gestattet worden. 
Am 2. Oktober 1871 wurde die Strecke Bodenbach–Dux eröffnet. Der erste Fahrplan der DBE verzeichnete drei gemischte Zugpaare, die für die gesamte Strecke von Bodenbach nach Dux fast drei Stunden benötigten. Bereits am 20. Juni 1872 trat ein neuer Fahrplan mit deutlich kürzeren Fahrzeiten in Kraft. Die Fahrzeit nach Dux betrug nun nur noch zwei Stunden und 15 Minuten.
Am 19. Dezember 1872 wurde die Streckenerweiterung von Haan nach Komotau in Betrieb genommen. Die „Fahrordnung giltig vom Tage der Betriebs-Eröffnung der Strecke Ossegg-Komotau“ verzeichnete drei durchlaufende Personenzugpaare zwischen Bodenbach und Komotau. Sie benötigten für die über 80 Kilometer lange Strecke etwas über drei Stunden. In Osegg war jeweils ein Anschluss von und nach Dux sichergestellt. Lediglich ein Zug am Abend fuhr noch auf der ursprünglichen Verbindung von Bodenbach nach Dux und am Morgen wieder zurück. 

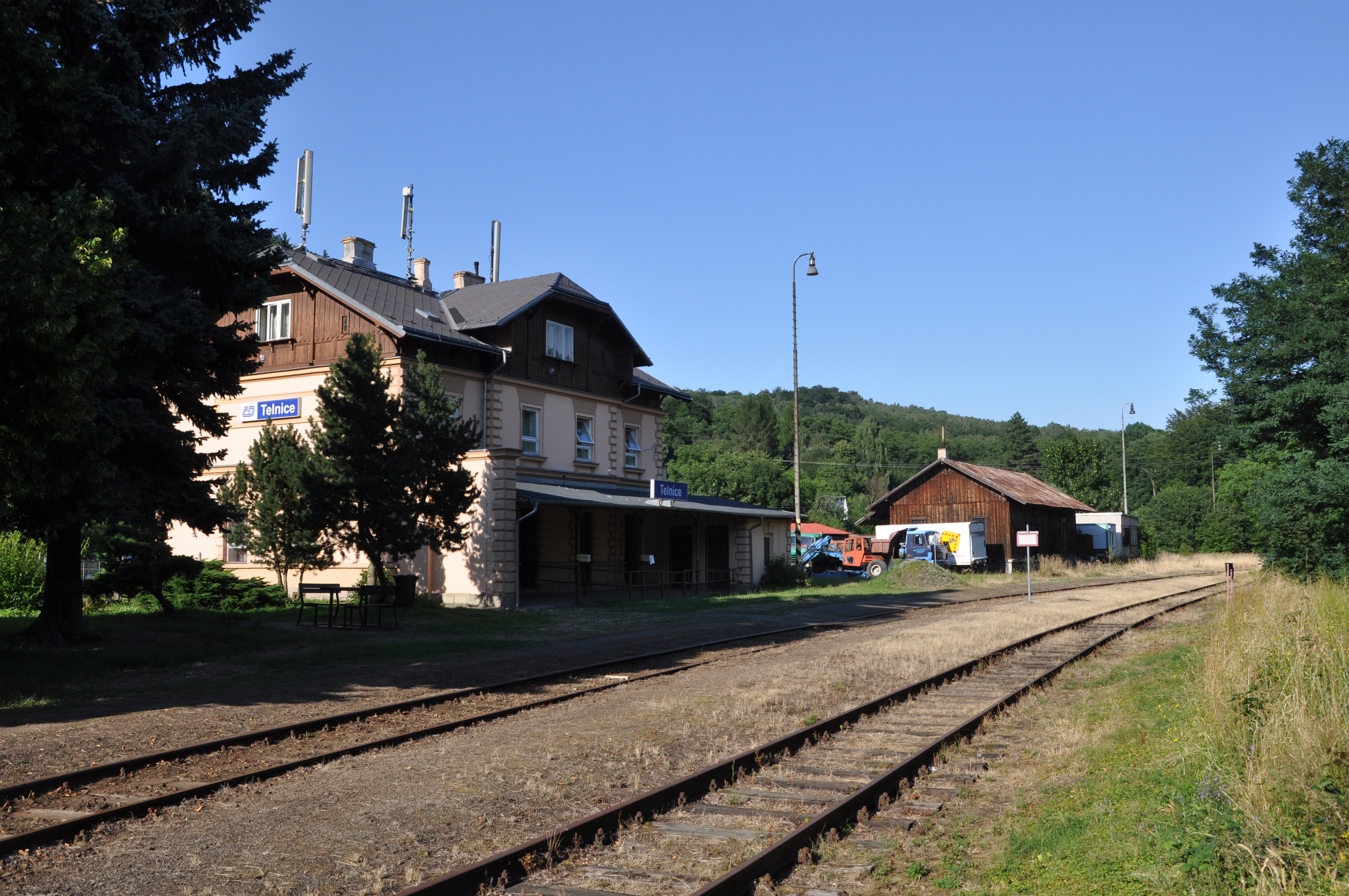
Bahnhof Telnice (2014)

In Vorbereitung der geplanten Verstaatlichung der DBE ging die Betriebsführung der Strecke ab dem 1. Juli 1884 an die k.k. Staatsbahnen (kkStB) über. Endgültig verstaatlicht wurde die Dux-Bodenbacher Bahn allerdings erst am 1. Jänner 1894.
Der Sommerfahrplan von 1912 verzeichnete fünf täglich verkehrende Personenzüge 1 bis 3. Klasse. Sie benötigten für die gesamte Strecke von Bodenbach bis Komotau etwa drei Stunden.
Nach dem Zerfall Österreich-Ungarns infolge des Ersten Weltkrieges ging die Strecke im Oktober 1918 an die neu gegründeten Tschechoslowakischen Staatsbahnen (ČSD) über.
Anfang der 1920er Jahre sanken die Kohleausfuhren aus der Tschechoslowakei nach Deutschland nach einer Änderung der Frachttarife für die Elbschifffahrt auf ein Minimum. Im Jahr 1923 wurde die Schifffahrt auf der Elbe und damit die Kohleausfuhren ganz eingestellt. Nach der Verstaatlichung der Aussig-Teplitzer Eisenbahn (ATE) wurde zudem ab 1924 der gesamte Kohleverkehr aus dem nordböhmischen Becken auf die günstiger trassierte Strecke Komotau–Aussig verlagert. Die Verbindung Komotau–Bodenbach verlor damit einen wesentlichen Teil ihres Verkehrs und wurde faktisch zu einer Nebenbahn degradiert. In diesem Zusammenhang wurde am 15. Mai 1926 eine neue Verbindungsbahn zwischen Unter Haan und dem Bahnhof Ullersdorf eröffnet. Das führte zu einer verkehrlichen Trennung der Strecke in die Relationen Bodenbach–Ossegg und Teplitz-Schönau–Komotau, was sich fortan auch in den Fahrplänen widerspiegelte.

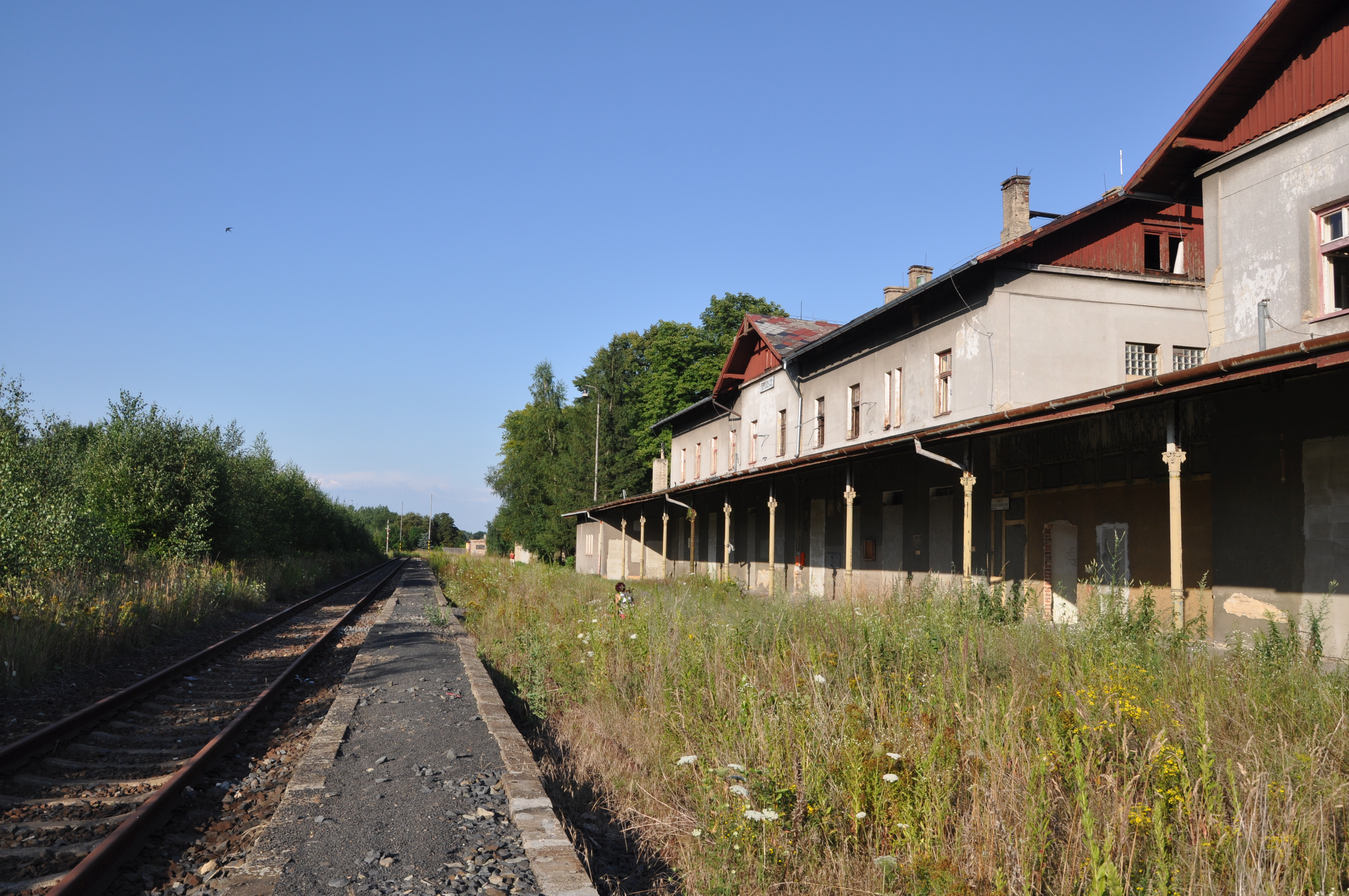
Bahnhof Teplice lesní brána (2014)

Ab 1933 setzten die ČSD bei den meisten Personenzügen moderne Motorzüge ein, was einerseits eine deutliche Verkürzung der Fahrzeiten als auch eine signifikante Verdichtung des Fahrplanes ermöglichte. Im Winterfahrplan von 1937 gab es nur noch ein durchgängig verkehrendes Personenzugpaar zwischen Bodenbach und Komotau, die meisten Fahrten endeten in Ossegg. Zwischen Bodenbach und Osseg verkehrten sieben Personenzugpaare, zwischen Teplitz-Schönau und Komotau acht. Weitere Züge verkehrten auf Teilstrecken.
Nach der Angliederung des Sudetenlandes an Deutschland im Herbst 1938 kam die Strecke zur Deutschen Reichsbahn, Reichsbahndirektion Dresden. Im Reichskursbuch war die Verbindung unter den Kursbuchstrecken 166a Bodenbach–Ossegg und 166b Teplitz-Schönau–Ossegg–Komotau enthalten. Nach dem Ende des Zweiten Weltkrieges kam die Strecke wieder zur ČSD.
Am 9. Januar 1961 wurde der Abschnitt zwischen Teplice lesní brána und Háj u Duchcova infolge der Ausweitung des dortigen Braunkohlebergbaues stillgelegt. Eine Neubautrasse bindet die Strecke seither auch von Děčín kommend direkt in den Bahnhof Oldřichov u Duchcova ein. Ein Teil der alten Strecke zwischen dem früheren Tiefbaugrube Důl 1. máj und dem Bahnhof Osek existiert auch im Jahr 2024 noch. Der größte Teil Gebietes zwischen Teplice und Háj u Duchcova mit der früheren Bahnstrecke wurde jedoch vom Bergbau überformt.
Anfang der 1960er Jahre wurde die Strecke zwischen Oldřichov u Duchcova und Louka u Litvínova und weiter nach Most für den Güterverkehr mit 3 kV Gleichspannung elektrifiziert. Am 28. Mai 1964 wurde dort der elektrische Eisenbahnbetrieb aufgenommen.
Im Jahr 1971 wurde der Abschnitt Litvínov–Jirkov infolge der seinerzeit geplanten Ausweitung des Braunkohletagebaues Důl ČSA bis an die geologische Grenze des  Erzgebirgsbruches aufgelassen. Mitsamt der dort gelegenen Ortschaften wurde die Strecke zwischen Horní Jiřetín (Ober Georgenthal) und Kyjice in den 1980er Jahren vollständig vom Bergbau in Anspruch genommen und abgebaggert. Bis Horní Jiřetín gab es dagegen noch eine Zeitlang Güterverkehr. Heute liegt das Streckenende am Bahnhof Litvínov.
Seit dem 28. September 1997 verkehren wieder Reisezüge zwischen Chomutov und Jirkov.

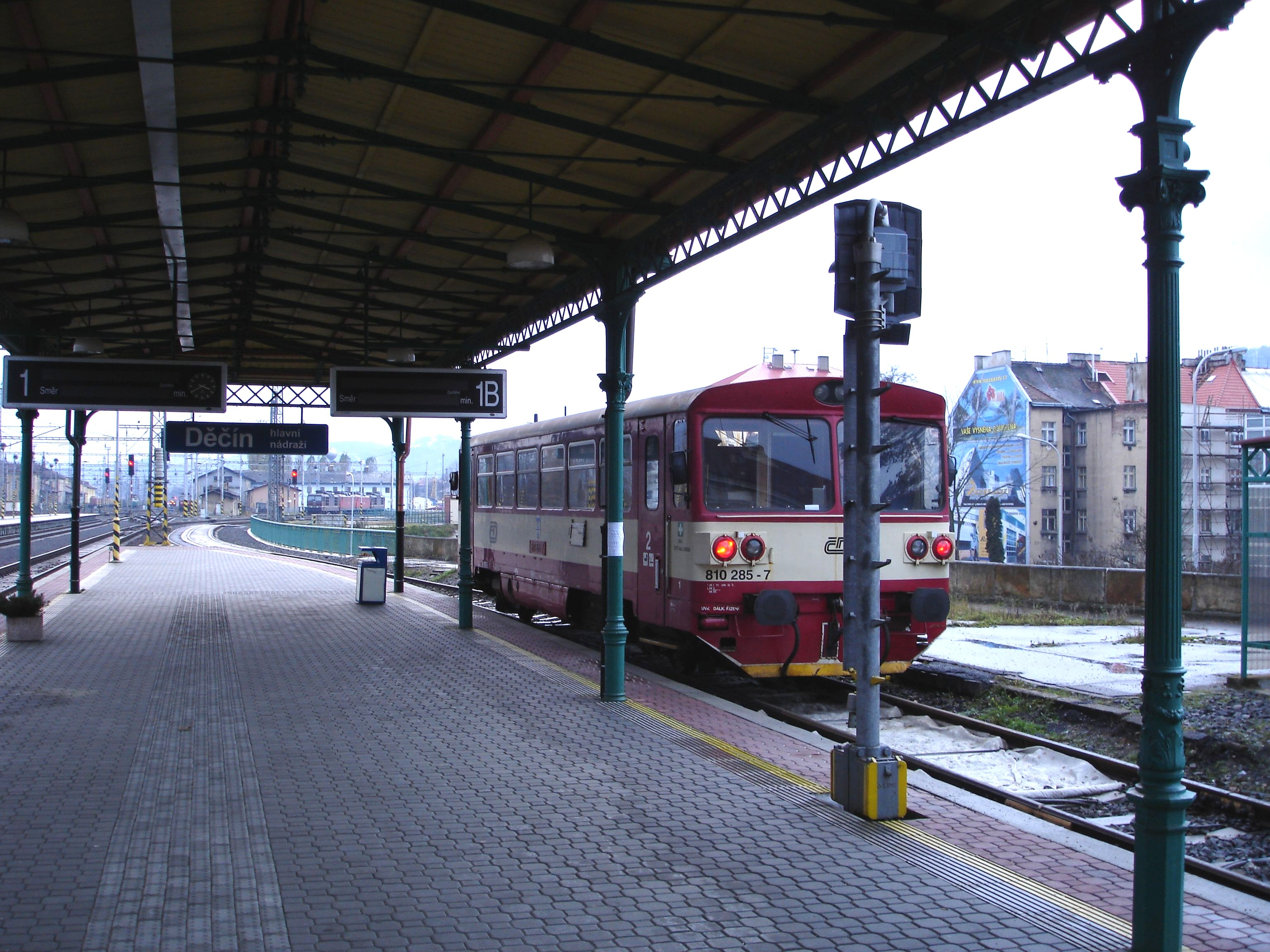
Die Reisezüge nach Oldřichov u Duchcova fuhren in Děčín stets vom Stumpfgleis 1B (2007)

Zum Fahrplanwechsel am 9. Dezember 2007 wurde der Reisezugverkehr auf dem Abschnitt Děčín–Oldřichov u Duchcova (KBS 132) durch den verantwortlichen Ústecký kraj abbestellt. Als Grund für die Einstellung wurde vor allem die geringe Auslastung der Züge genannt. Auch die Wiedereinrichtung direkter Nahverkehrszüge zwischen Děčín und Chomutov über Ústí nad Labem war als Argument für die Einstellung des regelmäßigen Personenverkehrs angeführt worden. Zwischenzeitlich war auch die Nutzung der Bahntrasse für einen Autobahnzubringer zur neuen D8 bei Ústí nad Labem im Gespräch.

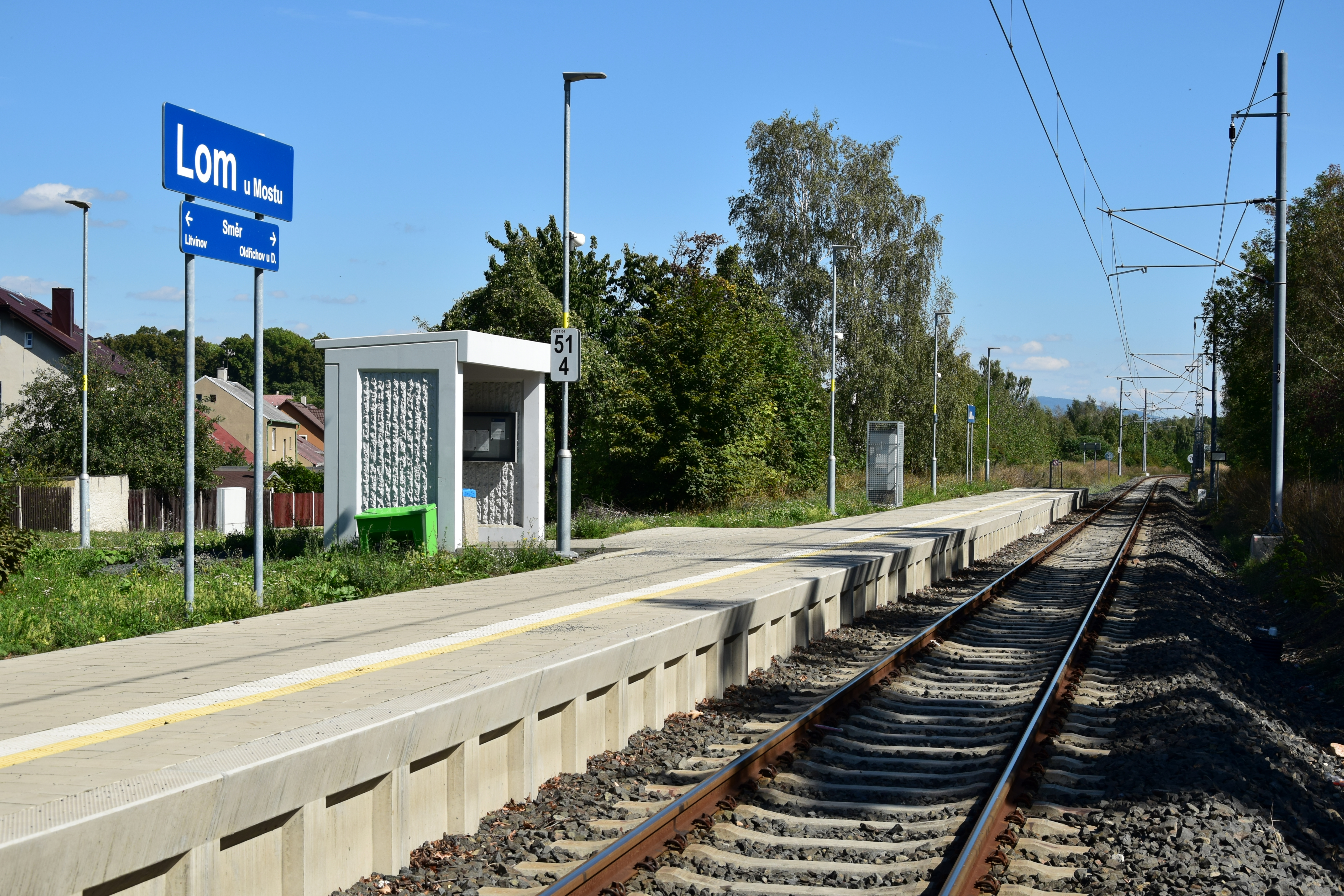
Modernisierte Haltestelle Lom u Mostu (2022)

Ab dem 13. Oktober 2009 verkehrten an Wochenenden wieder drei Reisezugpaare zwischen Děčín und Oldřichov u Duchcova. Betreiber war die Firma Railtrans. Später wurden die Fahrten auf die touristisch interessante Relation Děčín hl.n.–Telnice gekürzt. Angeboten wurden diese Fahrten unter dem Marketingnamen „Kozí dráha“ (Ziegenbahn), das verantwortliche Eisenbahnverkehrsunternehmen war später Rail system s.r.o. Am 14. Dezember 2015 sperrte die Infrastrukturverwaltung die Strecke zwischen Děčín hl.n. západ und Telnice wegen eines Felssturzes im Einschnitt zwischen den Streckenkilometern 2,5 und 2,7.
Die 13 Kilometer lange Strecke von Oldřichov u Duchcova nach Litvínov wurde ab Dezember 2018 für insgesamt 898,9 Millionen Kronen vollständig erneuert. Teil des Projektes war auch die Elektrifizierung des zwei Kilometer langen Abschnittes Louka u Litvínova–Litvínov. Seit Abschluss der Arbeiten im April 2021 werden die Züge der Linie U24 von Ústí nad Labem über Teplice v Čechách nach Litvínov werktags im Einstundentakt durchgebunden. An Samstagen und Sonntagen fahren die Züge im Zweistundentakt. In Teplice besteht jeweils zur ungeraden vollen Stunde täglich ein bahnsteiggleicher Anschluss an die Schnellzüge der Relation Praha–Ústí nad Labem–Chomutov–Cheb.

### Erneuerung des Abschnittes Děčín–Telnice

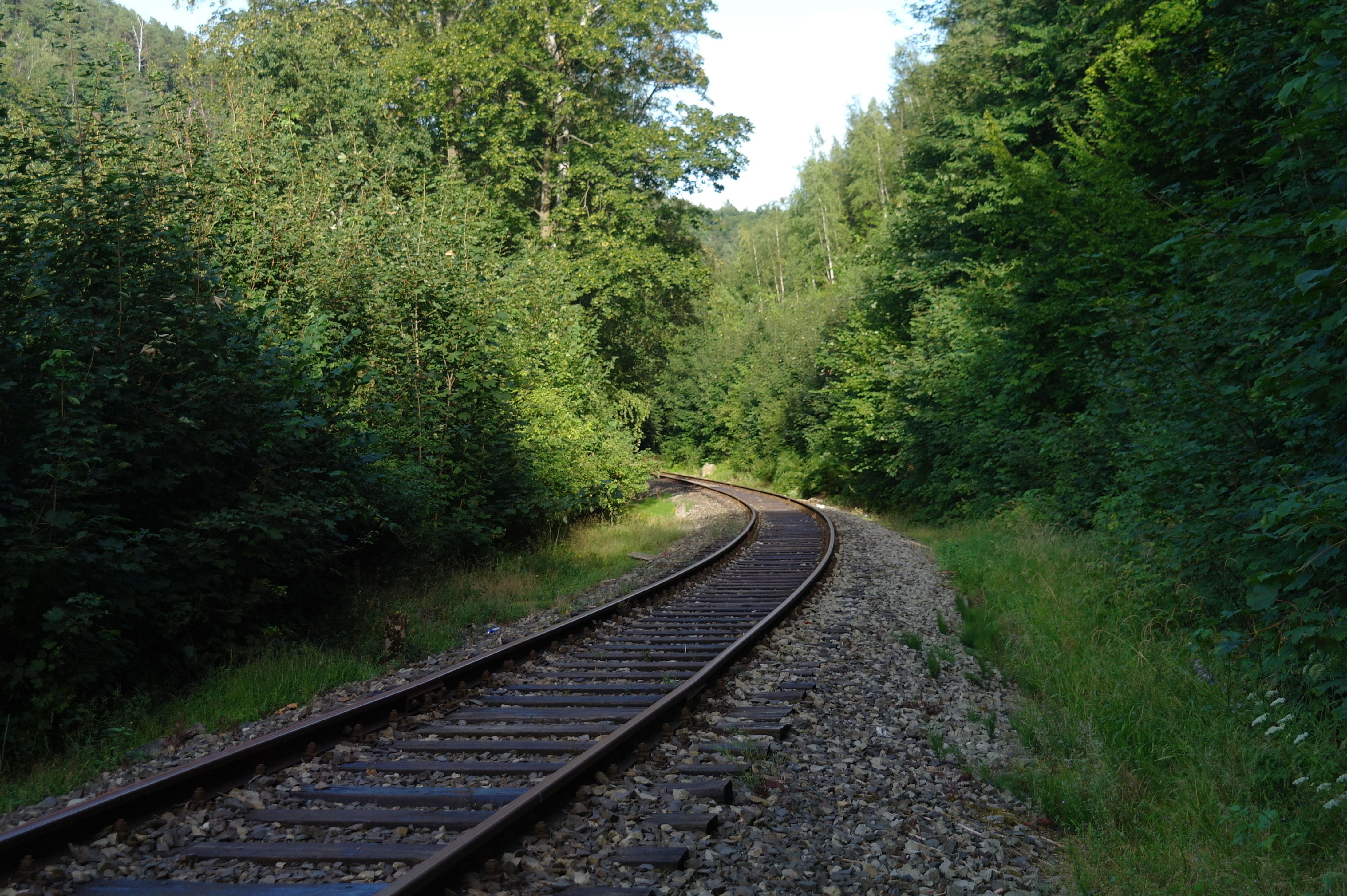
Strecke am km 2,7 bei Dolní Oldřichov. Der Oberbau K auf Holzschwellen weist außer einem Lagefehler keine Schäden auf. (August 2020)

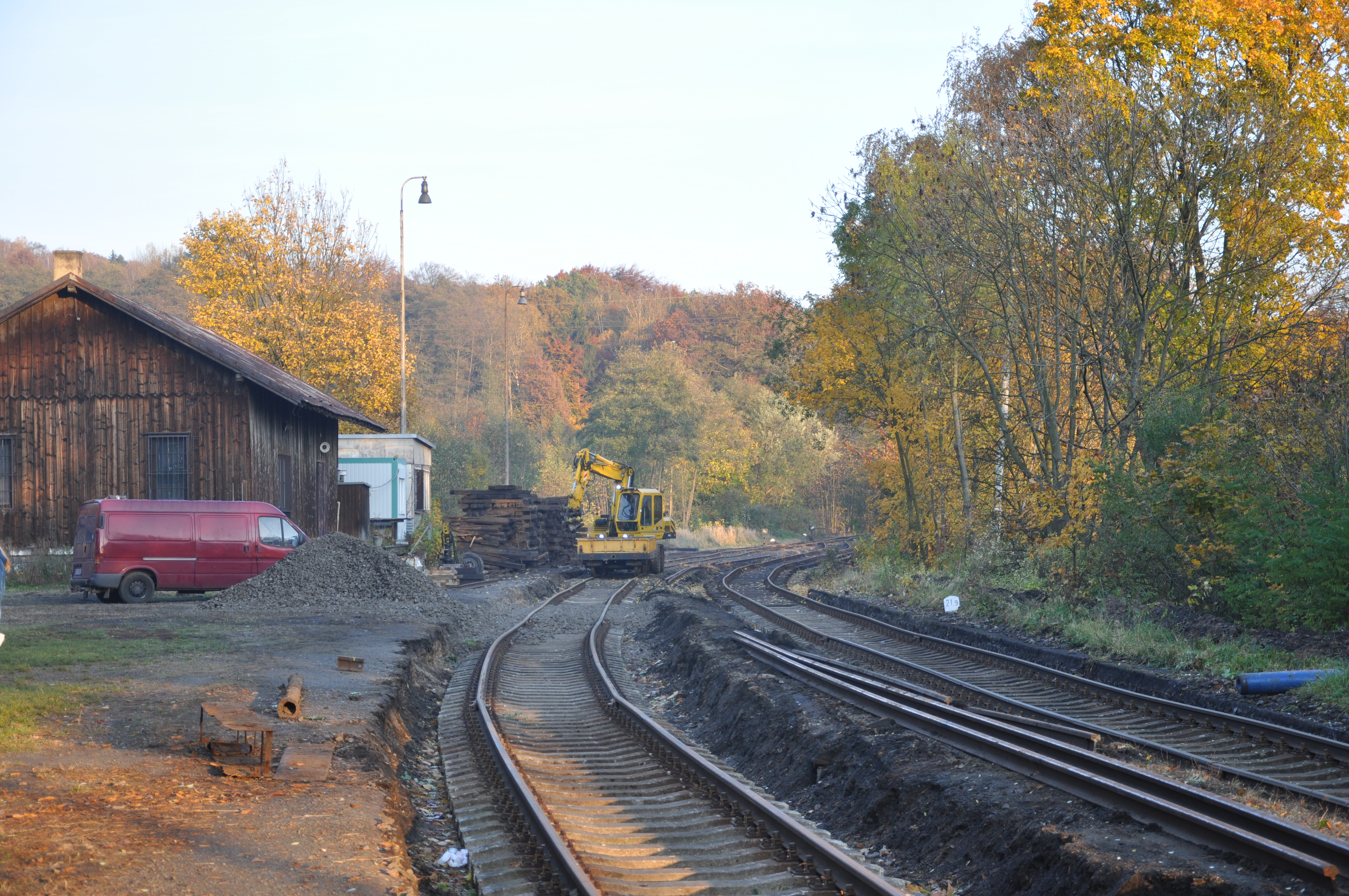
Gleiserneuerung in Telnice (Oktober 2021)

Für den 9. April 2020 hatte die Gemeinde Telnice zwei Reisezugpaare bei dem Eisenbahnverkehrsunternehmen KŽC Doprava für die Relation Děčín hl.n.–Telnice bestellt. Sie waren auch im Entwurf für den Jahresfahrplan 2020 der SŽDC enthalten. Laut Aussage des Bürgermeisters der Gemeinde Telnice, Jan Doubrava war es ein Versuch, herauszufinden, ob die staatliche Infrastrukturverwaltung die Strecke kurzfristig wieder in einen betriebsfähigen Zustand versetzen kann.
Die staatliche Infrastrukturverwaltung bezifferte den finanziellen Aufwand zur Reparatur der Schäden an der Strecke mit etwa 100 Millionen Kronen. Eine kurzfristige Wiederinbetriebnahme ist wegen gestohlener Anlagenbestandteile allerdings nicht möglich. Im Frühjahr 2020 wurde zunächst die aufgewachsene Vegetation im Gleis zwischen Telnice und Oldřichov u Duchcova entfernt. Im März 2021 gab die Infrastrukturverwaltung bekannt, den Abschnitt Děčín–Telnice bis zum Sommer instand setzen zu wollen. Bereits für Juli 2021 war die Wiederaufnahme des saisonalen Reiseverkehrs in dieser Relation vorgesehen.
Die Stadt Děčín und weitere Anliegergemeinden lehnten angesichts der hohen Kosten eine Instandsetzung der Strecke ab. Stattdessen wollten sie auf der Trasse einen Radweg einrichten. Angesichts dieser neuen Entwicklung setzte die Infrastrukturverwaltung die Arbeiten zur Instandsetzung vorerst aus. Im Gegensatz dazu lehnten die Anliegergemeinden Velké Chvojno, Telnice, Novosedlice und Proboštov den Bau des Radweges ab. In einem offenen Brief an den tschechischen Verkehrsminister Karel Havlíček forderten sie die schnellstmögliche Instandsetzung und Wiederinbetriebnahme der gesamten Strecke zwischen Děčín und Oldřichov u Duchcova. Stand Mai 2021 waren die Arbeiten der Infrastrukturverwaltung zur Wiederinbetriebnahme schon so weit fortgeschritten, dass die Strecke mit Bahndienstfahrzeugen bis Telnice befahren werden konnte. Das Parlament des Ústecký kraj bekräftigte am 7. Juni 2021 in einer weiteren Abstimmung, dass die Strecke wieder in Betrieb gehen soll. An das Verkehrsministerium in Prag erging die Forderung, die benötigten 50 Millionen Kronen für die Instandsetzung des Abschnittes Děčín–Telnice zeitnah freizugeben.
Die Arbeiten zur Instandsetzung im Abschnitt Děčín–Telnice mit einem Kostenrahmen von 40 Millionen Kronen wurden von der staatlichen Infrastrukturverwaltung im August 2021 ausgeschrieben. Der Ústecký kraj hat daraufhin ab April 2022 touristischen Verkehr mit vier Zugpaaren an Wochenenden und Feiertagen bei KŽC Doprava bestellt. Die Ausschreibung gewann Viamont servis, die mit 37,5 Millionen Kronen das günstigste Angebot abgegeben hatte. Die Arbeiten umfassten insbesondere die Sicherung der Felswände in den Einschnitten, die Instandsetzung und abschnittsweise Erneuerung des Gleises sowie die Reparatur der Brücken und Durchlässe.

### Erneuerung des Abschnittes Telnice–Oldřichov u Duchcova
Im April 2022 wurden die Kosten für die weitere Instandsetzung bis Oldřichov u Duchcova auf 200 bis 300 Millionen Kronen geschätzt. Auf einem längeren Abschnitt sind abgängige Holzschwellen eingebaut, die durch Betonschwellen ersetzt werden müssen. Dazu kommen eine Reihe von automatischen Wegübergangsicherungsanlagen, die einer Erneuerung bedürfen.

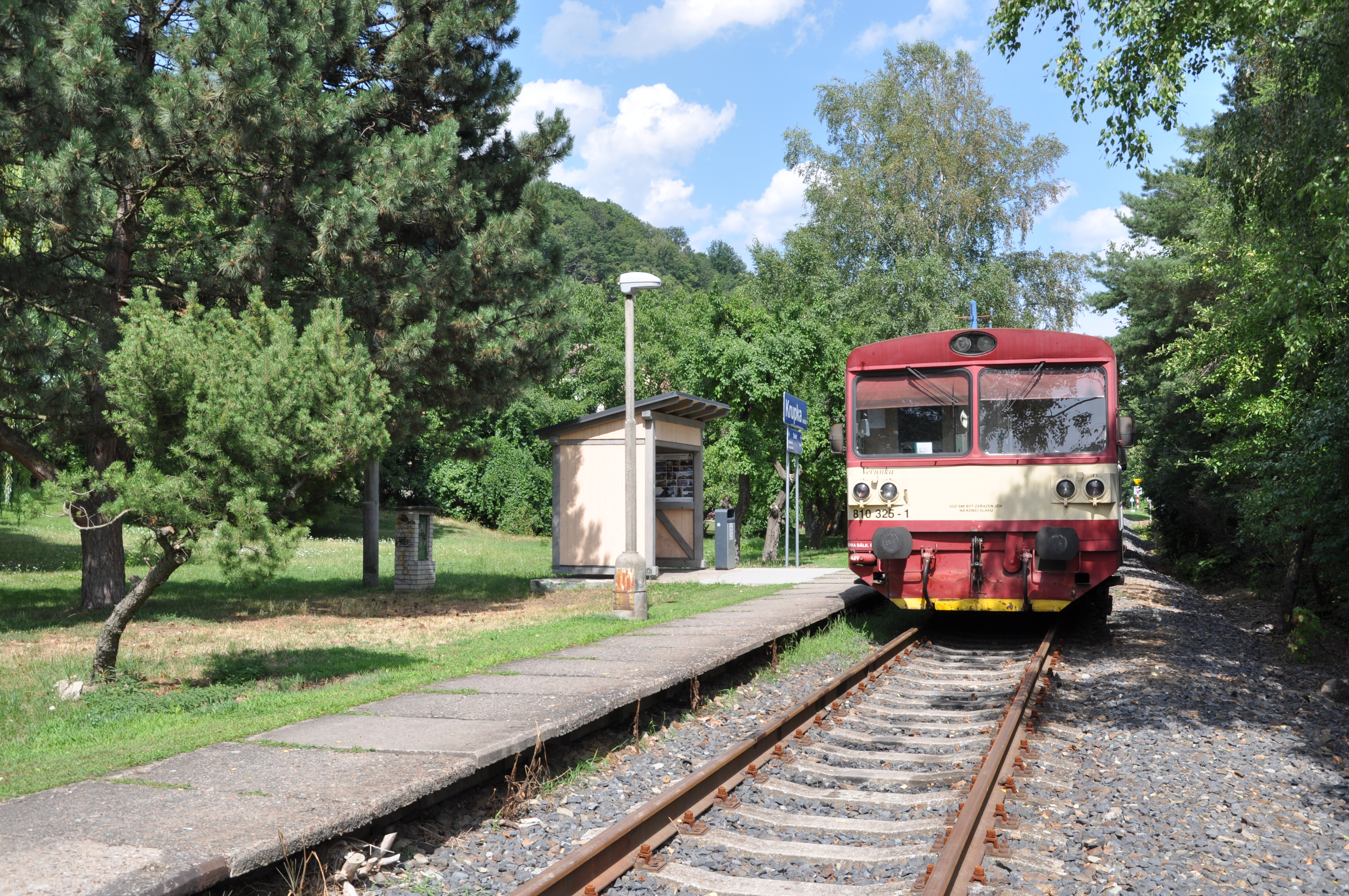
Personenzug der Linie T11 in Krupka město (2025)

Ende April 2024 hat das tschechische Verkehrsministerium auch die Instandsetzung des Abschnittes Telnice–Krupka genehmigt. Für die Bauarbeiten mit einem Kostenrahmen von rund 55 Millionen Kronen wurde am 18. Juli 2024 wiederum die Firma Viamont service beauftragt, die bereits 2021 den ersten Abschnitt bis Telnice instand gesetzt hatte. Gerechnet wird mit einer Bauzeit von vier Monaten. Damit können die bisher in Telnice endenden Züge weitere touristisch interessante Ziele wie die Seilbahn zum Komáří hůrka (Mückentürmchen) und die Bergstadt Krupka (Graupen) erreichen, die Teil des Weltkulturerbes Montanregion Erzgebirge/Krušnohoří ist.
Am 21. September 2024 ist der Eisenbahnverkehr auf diesem Abschnitt wieder aufgenommen worden. Die vier Zugpaare der Linie T11 von und nach Děčín hl.n. werden bis Krupka město verlängert.
Der weitere Abschnitt bis Oldřichov u Duchcova soll zunächst nicht instand gesetzt werden. Die Infrastrukturverwaltung begründet das sowohl mit einem dort deutlich höheren Aufwand als auch mit der Notwendigkeit, wichtigere Projekte vorzuziehen. Für die Erneuerung von vier Wegübergängen sind umfangreiche Planungen einschließlich Anhörung der Öffentlichkeit notwendig. Der Jahresfahrplan 2025 sieht vier Personenzugpaare in der Relation Děčín hl.n.–Jeníkov-Oldřichov vom 29. März bis 2. November jeweils an den Wochenenden und Feiertagen vor.

## Fahrzeugeinsatz

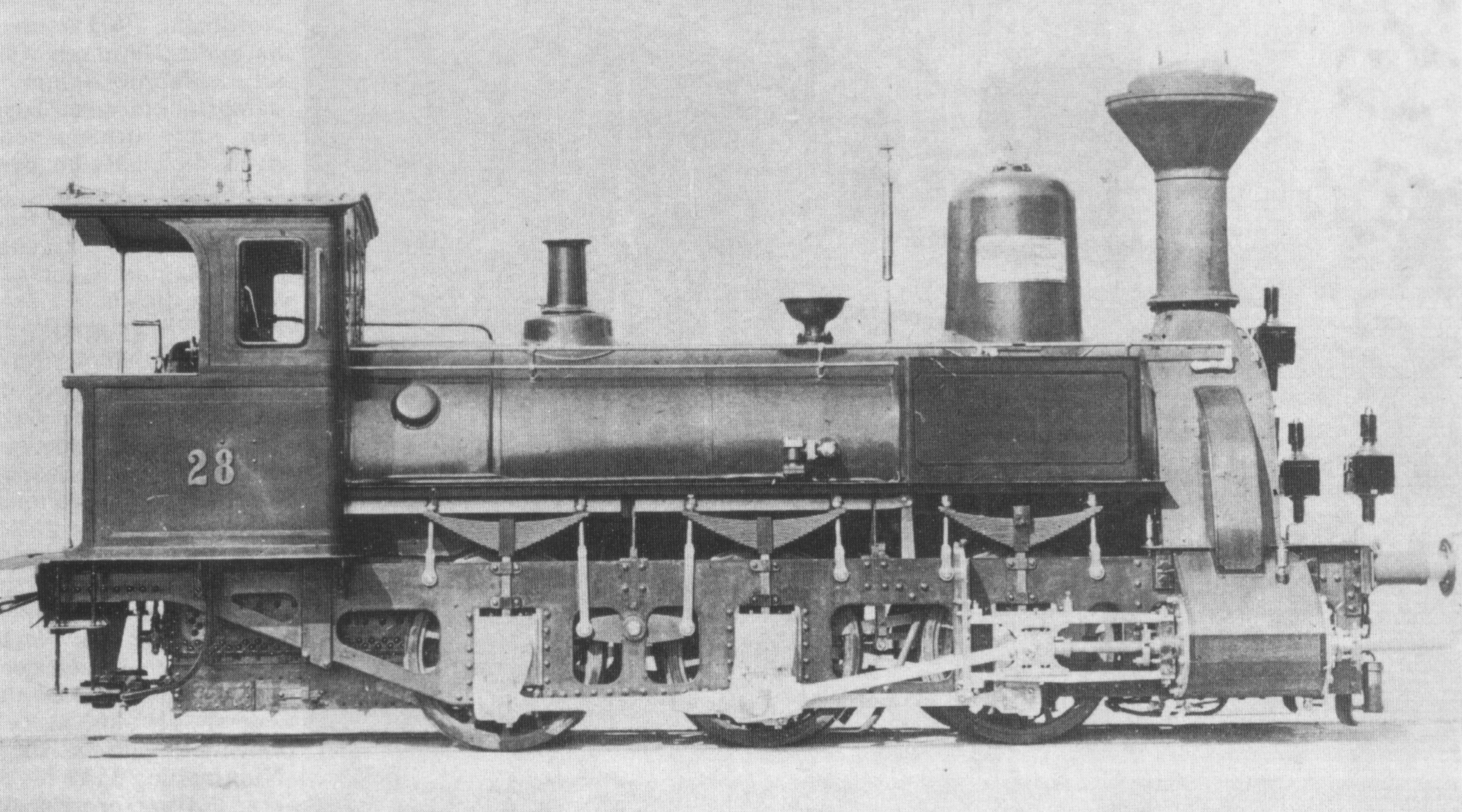
Nr. 28 der DBE

Die DBE beschaffte für ihre Strecken zwei Typen dreifach gekuppelter Schlepptenderlokomotiven, die bis zur Verstaatlichung im Jahr 1894 alle Züge führten.
Seit den 1970er Jahren wurde der Reiseverkehr vor allem mit den Triebwagen der ČSD-Baureihe M 152.0 (heute: Baureihe 810) abgewickelt. Auch KŽC Doprava setzt für den Betrieb der Linie T11 weiter solche Fahrzeuge ein. Auf der elektrifizierten Strecke zwischen Oldřichov u Duchcova und Litvínov fahren elektrische Triebzüge der ČD-Baureihe 640 „RegioPanter“.